# Feidhlimidh Fionn mac Taidhg
Feidhlimidh Fionn mac Taidhg  (mort le 12 avril 1490) est le 4e chef de la lignée des Ua Conchobhair Ruadh et un  anti-roi de Connacht de 1465 à 1466 puis de 1488 à sa mort.

## Origine
Feidhlimidh Fionn mac Taidhg est le fils aîné de Tadg mac Toirdhealbhaigh Ruaidh

## Règnes
La lignée de Aodh mac Feidhlimidh c'est-à-dire les « Ua Conchobhair Ruadh »  se déchire, car les fils de Toirdhelbhach Ruadh Ua Conchobair et Brian mac Briain Bhallaigh, se liguent contre les fils de Tagdh mac Toirdhealbhaigh et la postérité de son frère Feidlimidh Cléireach († 1411). 
Après la mort le 14 mai 1461 d'Aodh mac Toirdhealbhaigh Óig co-roi de Connacht des Conchobhair Donn, Feidhlimidh Fionn le fils de Tadg mac Toirdhealbhaigh Ruaidh des Ua Conchobhair Ruadh,  l'autre co-roi depuis 1439, est capturé par ses propres parents les fils de Brian Ballach († 1418)  menés par Brian mac Briain Bhallaigh. Il est libéré à la suite d'un intervention militaire des Mac William .et son père Tadg mac Toirdhealbhaigh Ruaidh rétabli jusqu'à sa mort en 1464.  Sa succession est captée par son fils cadet Cathal Ruadh mac Taidhg qui est tué dès l'année suivante par  « les frères de son père ». Son frère aîné Feidhlimidh Fionn,  lui succède dans ses prétentions au titre d'« Ua Conchobhair » mais dès l'année suivante il est déposé par son homonyme Feidhlimidh Geangcach mac Toirdhealbhaigh Óig de la lignée rivale des Ua Conchobhair Donn. 
En 1474  une rencontre est organisée entre Feidhlimidh Geangcach et Ua Cellaig. la réunion dégénère et les deux parties en viennent à se combattre. Feidhlimidh Ua Conchobair est vaincu et blessé et son fils  Eóghan Caech est fait prisonnier Feidhlimidh Geangcach meurt de se blessures. Deux nouveaux seigneurs sont alors institués chez les Ua Conchobhair: Donnchad Dubhshúileach Ua Conchobair Ruadh (1474-1488) et Tadg mac Eóghain Ua Conchobhair Donn (1474-1476), un petit-fils de Ruaidhrí mac Toirdhealbhaigh.
En 1488 Donnchadh Dubhshúileach mac Toirdhealbhaigh meurt à un  « âge avancé » et « après une existence bien remplie ! » Feidhlimidh Fionn réussir finalement à s'imposer, lors d'un conseil, avec l'appui d' Ua Domnaill, Mac William et Mac Dermot,  comme 6e Chef des Ui Conchobhair Ruadh, « d'une manière dont aucun seigneur ne l'avait fait depuis longtemps » , c'est-à-dire pacifiquement. Les Annales de Connacht notent sa mort sans commentaire deux ans plus tard,.
Feidhlimidh Fionn mac Taidhg  est le dernier membre de la famille O'Connor à avoir revendiqué le titre devenu totalement formel de roi de Connacht; Son successeur comme 6e chef des Ua Conchobhair Donn est  Ruaidhri mac Feidhlimidh Chléirigh de 1490 à 1492, fils de Feidhlimidh Cléireach († 1411)

## Postérité
Feidhlimidh Fionn mac Taidhg  laisse au moins deux fils :
- Aodh mac Feidhlimidh Fhinn  7e seigneur des Ua Conchobhair Ruadh  de 1492  c. 1504.
- Eóghan mac Feidhlimidh Fhinn  8e seigneur des Ua Conchobhair Ruadh  c. 1504 à 1519.

## Sources
- (en) T.W Moody, F.X. Martin, F.J. Byrne A New History of Ireland , Volume IX Maps, Genealogies, Lists. A companion to Irish History part II . Oxford University Press réédition 2011  (ISBN 9780199593064). « O'Connors Ó Conchobhair Kings of Connacht 1183-1474  » p. 223-225 et généalogie no 28 et 29 (a)  p. 158-159.
- (en) Art Cosgrove, A New History of Irland, Volume II  Medieval Ireland 1169-1534, Oxford, Oxford University Press, 2008, 1066 p. (ISBN 978-0-19-953970-3, lire en ligne), p. 576-579 chapitre XX Ireland beyond Pale 1399-1460 :   Connacht: O’ Conchobhair Donn versus O’ Conchobhair Ruadh